# Jynx ruficollis
El torcecuello africano (Jynx ruficollis) es una especie de ave piciforme de la familia Picidae. Se distribuye en África subsahariana, y es la contraparte no migratoria del torcecuello euroasiático (Jynx torquilla). Es un ave de sabanas, que requiere árboles con agujeros de pájaros carpinteros viejos o barbudos africanos para anidar.
Tiene un plumaje críptico, con patrones intrincados de grises y marrones.

## Subespecies
Se reconocen tres subespecies:
- Jynx ruficollis aequatorialis Ruppell, 1842
- Jynx ruficollis pulchricollis Hartlaub, 1884
- Jynx ruficollis ruficollis Wagler, 1830